# Companhia Estadual de Energia Elétrica Participações
A Companhia Estadual de Energia Elétrica Participações (CEEE Par) foi a holding do Grupo CEEE que foi criado em decorrência da reestruturação societária da CEEE, em atendimento à Lei Federal 10.848 de 2004, permanecendo o governo do estado do Rio Grande do Sul com o controle acionário e o poder de gestão da empresa.

## História
Em atendimento à Lei Federal 10.848/04, que determina que as atividades de geração, transmissão e distribuição de energia devem ser alocadas em empresas diferentes, o Grupo CEEE passou a operar em dezembro de 2006. Acumulou uma experiência de quase 80 anos no setor elétrico, atuando nos segmentos de geração, transmissão e distribuição de energia elétrica destinados ao suprimento do Rio Grande do Sul.
O Grupo CEEE foi originalmente formado pela empresa holding denominada Companhia Estadual de Energia Elétrica Participações - CEEE Par e suas duas controladas: a Companhia Estadual de Geração e Transmissão de Energia Elétrica - CEEE-GT e a Companhia Estadual de Distribuição de Energia Elétrica - CEEE-D, permanecendo o Governo do Estado do Rio Grande do Sul com o controle acionário e o poder de gestão de todas as empresas oriundas do processo de reestruturação.
Desde a sua fundação, o grupo sempre se posicionou como um dos 10 maiores entre as empresas do Rio Grande do Sul em termos de receita e ativo, bem como um dos maiores da Região Sul e também do Brasil, conforme ranking da Fundação Getúlio Vargas.

## Empresas
A CEEE Par possuía duas empresas controladas, de transmissão e geração de energia: Companhia Estadual de Geração e Transmissão de Energia Elétrica (CEEE GT); e uma de distribuiçãoː Companhia Estadual de Distribuição de Energia (CEEE D)

## Privatização
No 1º trimestre de 2021, a CEEE-D foi vendida em um leilão para a Equatorial pelo valor de R$ 100 mil reais. A prioridade do grupo Equatorial é pagar o passivo financeiro da distribuidora gaúcha, que chega ao montante de R$ 4,1 bilhões.
No mesmo ano, a CEEE-T foi vendida em um leilão para a CPFL pelo valor de R$ 2,6 bilhões de reais.
Em julho de 2022, a Companhia Estadual de Geração de Energia Elétrica (CEEE-G) foi vendida para a Companhia Florestal do Brasil, vinculada à Companhia Siderúrgica Nacional (CSN) por R$ 928 milhões.